# Ann-Linn Guillou
Ann-Linn Guillou, född 14 januari 1972 i Hedvig Eleonora församling, Stockholm, är en svensk journalist och TV-producent. 

## Biografi
Under 1990-talet utbildades Guillou inom både filmproduktion och journalistik vid Poppius journalistskola samt vid New York University. År 1999 var hon en av de 18 skribenterna i den feministiska antologin Fittstim och medverkade under det tidiga 2000-talet i tidskrifter som ETC, DN Insidan, Stockholm City och Expo.
Ann-Linn Guillou har arbetat med flera dokumentärserier för Utbildningsradion som sänts i Sveriges television, bland annat Drömsamhället, Ramp om historia och Välkomna nästan allihopa, samt producerade tv-serien Gipsy som nominerades till Prix Europa. Hon har producerat TV-serien Jag litade på lagen som nominerades till Kristallen 2013.  Hon var producent till SVT-serien Djävulsdansen som nominerades till Kristallen 2015 samt som även vann Psykiatrifondens pris Fördomspriset. Samma år producerade Guillou dokumentärserien Mina två liv som sändes på SVT 2015.  
Ann-Linn Guillou var en av de återkommande reportrarna på SVT:s kulturprogram Kobra åren 2013–2017. Hon var även reporter i dokumentären Eran – punk i tre delar nominerad till Kristallen 2018. 
Ann-Linn Guillou har producerat ett flertal dokumentärserier för SVT, bland annat SVT-serien Landet lyckopiller (2019) som leddes av Nour El Refai. Serien nominerades till Kristallen som Årets fakta och samhällsprogram 2020. Guillou har gjort dokumentärer inom musikgenren om rapparen Jireel, musikern Madi Banja samt dokumentärserien Cherrie – ut ur mörkret  som vann Ikarospriset och Nöjesguidens TV-pris.  Hon har regisserat dokumentären Det här är himlen om konstnärerna Nathalie Djurberg och Hans Berg, sänd på SVT 2020.
Ann-Linn Guillou har arbetat på Kulturnyheterna på SVT samt producerat dokumentärserien Sveriges största konstkupper 2023. Hon har även regisserat dokumentärfilmen om museimannen Pontus Hultén "Pontus Hultén: Succéerna och Brilloskandalen" sänd på SVT 2024.  

### Familj
Ann-Linn Guillou är dotter till Jan Guillou och Marina Stagh. Hon har två barn.